# Vossloh G 400 B

Die Lokomotive Vossloh G 400 B ist eine dieselhydraulische Lokomotive für den leichten und mittelschweren Rangierdienst und leichten Übergabedienst der Vossloh Locomotives. Sie wird seit dem Jahr 2003 gebaut. Die G 400 B zählt bei Vossloh zum 4. Typenprogramm, ist aber im Wesentlichen eine leicht veränderte MaK G 322 aus dem 3. Typenprogramm. Im Deutschen Fahrzeugeinstellungsregister wurde für die G 400 B die Baureihennummer 98 80 3352 vergeben, welche auch für die G 322 verwendet wird.

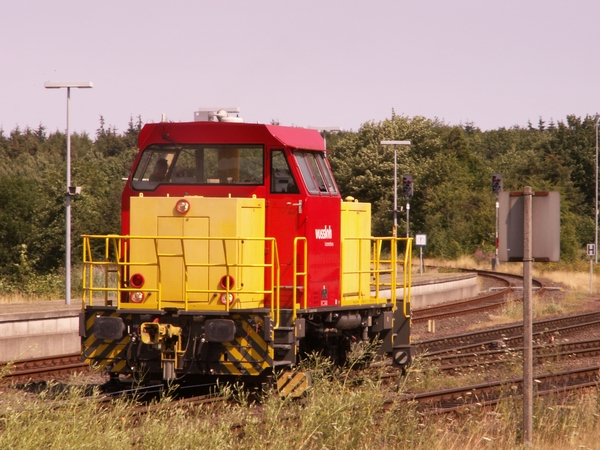
G 400 der Nord-Ostsee-Bahn

Ihre Achsfolge ist B. Sie hat eine Leistung von 390 kW und erreicht eine maximale Geschwindigkeit von 80 km/h. Ihre Dienstmasse beträgt 40 t. Dabei erreicht sie eine Anfahrzugkraft von 130 kN. Ihr Tankinhalt beträgt 1000 l.
Speziell für den Rangierbetrieb ist die Lok mit Funkfernsteuerung, automatischen Rangierkupplungen RK900, Turbowendegetriebe mit hydrodynamischer Bremsung und einer Geschwindigkeitskonstanthaltung ausgerüstet.
13 Lokomotiven kamen zur Nederlandse Spoorwegen und sind als neue Reihe 700 bezeichnet. Eine von der Deutschen Bahn (DB) angemietete G 400 B trägt die Betriebsnummer 352 002-0. Die Vogtlandbahn GmbH (Länderbahn bzw. Netinera Deutschland) betreibt eine angemietete G400 für den Rangierdienst im Regentalbahn Fahrzeugwerkstätten-Werk im oberpfälzischen Schwandorf, wobei die Lok auch gelegentlich (bei Störungen) in den Bahnhof Schwandorf fährt.